# Gustav Tschermak von Seysenegg
Gustav Tschermak von Seysenegg (ur. 19 kwietnia 1836 w Litovelu, zm. 24 maja 1927 w Wiedniu) – austriacki mineralog.
Studiował matematykę i chemię na Uniwersytecie Wiedeńskim, następnie mineralogię w Heidelbergu i Tybindze, gdzie w 1860 uzyskał doktorat. Po powrocie do Wiednia Tschermak habilitował się z mineralogii i chemii fizycznej na Uniwersytecie Wiedeńskim w 1861 roku. Wiosną 1868 został profesorem petrografii na Uniwersytecie Wiedeńskim. W latach 1872–1884 rozszerzył klasyfikację meteorytów opracowaną przez Gustava Rosego w 1863 roku. Tschermak wprowadził do terminologii nowe nazwy meteorytów, podzielił oktaedryty na cztery grupy (wykorzystując do tego figury Widmanstättena), a także odwrócił kolejność klasyfikacji (z eukrytów do meteorytów czysto żelaznych). W następnych latach klasyfikację meteorytów dopracował Aristides Berezin. W roku akademickim 1893-1894 pełnił funkcję rektora uczelni
W 1871 roku rozpoczął wydawanie czasopisma naukowego Mineralogische Mittheilungen. W 1884 roku wydał Lehrbuch der Mineralogie (wydanie polskie pod tytułem Podręcznik mineralogii Warszawa 1900). W 1875 roku został członkiem Austriackiej Akademii Nauk.
W 1873 został odznaczony Krzyżem Oficerskim brazylijskiego Orderu Róży, w 1875 Krzyżem Kawalerskim włoskiego Orderu św. Maurycego i Łazarza, a w 1898 austriacką Odznaką Honorową za Dzieła Sztuki i Umiejętności. W 1906 uzyskał dziedziczne szlachectwo z prawem do nazwiska Gustav Tschermak Edler von Seysenegg.
Był ojcem austriackiego botanika i genetyka Ericha oraz fizjologa Armina Tschermaka.